# Hail to England
Hail to England – album muzyczny zespołu Manowar, nagrany w ciągu sześciu dni razem z utworami z kolejnego albumu, Sign of the Hammer. Znajdują się tutaj trzy znane koncertowe utwory grupy – "Blood of My Enemies", "Bridge of Death" oraz "Kill with Power", i "Each Dawn I Die", które po raz pierwszy mogła usłyszeć na żywo brytyjska widownia. Tytuł tego albumu wbrew pozorom nie jest hołdem dla Wielkiej Brytanii. Często uznawany za najlepszy album Manowar z "klasycznych" heavymetalowych czasów tego zespołu.
Utwór "Blood of my Enemies" został wykonany przez szwedzki deathmetalowy zespół Edge of Sanity, na ich trzecim albumie The Spectral Sorrows. Natomiast utwór "Kill with Power" został wykonany przez szwedzki deathmetalowy zespół Arch Enemy, na ich EP (minialbumie) Dead Eyes See No Future.

## Lista utworów
1. "Blood of My Enemies" – 4:15
2. "Each Dawn I Die" – 4:20
3. "Kill with Power" – 3:57
4. "Hail to England" – 4:24
5. "Army of the Immortals" – 4:24
6. "Black Arrows" – 3:06
7. "Bridge of Death" – 8:58

## Twórcy
- Eric Adams – śpiew
- Joey DeMaio – gitara basowa
- Ross The Boss – gitara elektryczna, keyboard
- Scott Columbus – perkusja